# Windows for Workgroups 3.11
Windows for Workgroups 3.11 – 16-bitowy system operacyjny z serii Windows 3.x firmy Microsoft wydany w 1993 roku. Był jednym z najważniejszych systemów operacyjnych w historii Microsoftu.
Ponieważ usunięto z tej wersji tzw. "tryb standardowy", nie można uruchomić jej na komputerach klasy AT i niżej, tj. z procesorem 286.